# Biały rower
Biały rower – album kompilacyjny zespołu Korba wydany w 2006 roku, nakładem wydawnictwa Metal Mind Productions.

## Lista utworów
źródło:.
1. „To palma” – 3:20
2. „A statek płynie” – 4:15
3. „Powiedz mi czego chcę” – 3:30
4. „Reportaż” – 3:00
5. „Trzeba grać i śpiewać” – 4:05
6. „Biały rower” – 4:15
7. „Szukałem siebie” – 3:40
8. „Brak motywacji” – 4:00
9. „Pamiętam Amsterdam” – 5:10
10. „Składam broń” – 4:00
11. „Fajne chłopaki” – 3:27
12. „Proś do tanga” – 3:30
13. „Jaja” – 3:48
14. „Będziesz królem” – 3:56
15. „Nie mam złudzeń” – 4:25
16. „Kto wie po co żyje” – 4:22
17. „Małpa na urodziny” – 3:25
18. „Na co ty jeszcze czekasz” – 4:20

## Twórcy
źródło:.
- Kazimierz Barlasz – śpiew
- Andrzej Kaźmierczak – gitara
- Leszek Ligęza – perkusja, instrumenty perkusyjne
- Marian Narkowicz – gitara, instrumenty klawiszowe, flet, skrzypce, śpiew
- Waldemar Kobielak – gitara basowa (1–9)
- Andrzej Dawidowski – gitara basowa (10–18)